# Тени для век

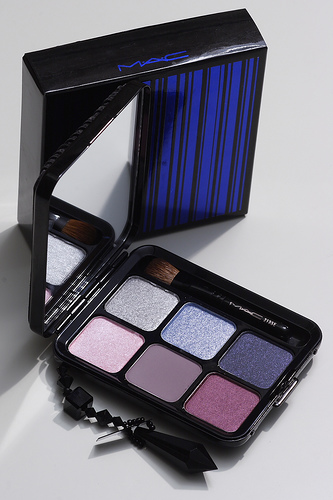
Тени для век

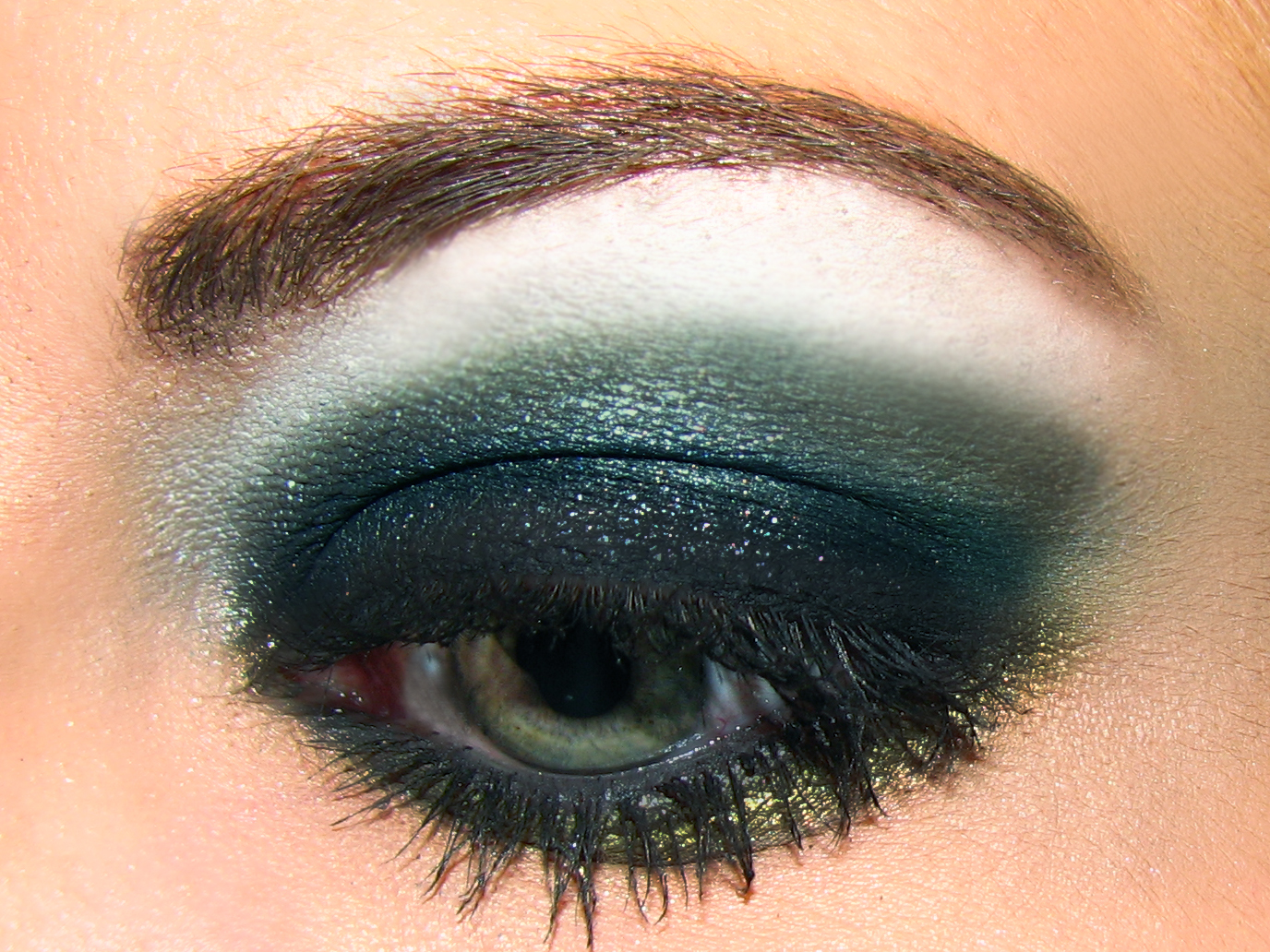
Макияж глаз

Тени для век — средство декоративной косметики, применяющееся для макияжа глаз.
Тени для век использовались в косметике с давних времён.
При раскопках в Египте была обнаружена первая краска для век из сурьмы и сажи. Римлянки уже в середине первого столетия н. э. использовали сурьму в качестве теней для век.
Тени для век являются универсальным средством и могут применяться в макияже не только глаз. В зависимости от текстуры, их используют для боди-арта, грима или творческого макияжа. Тени, как правило, безопасны для нанесения и длительного ношения на коже. Они не ограничивают выделение кожного сала и доступ воздуха.
При применении на веках тени используют, чтобы скорректировать форму глаза, подчеркнуть их цвет, визуально увеличить глаза или привлечь к ним внимание. Для нанесения теней используют пальцы, аппликаторы и кисти. Кисти считаются наиболее подходящим инструментом, разные формы ворса применяют для различных элементов макияжа.
Срок хранения теней зависит от текстуры, однако часто люди пренебрегают им, используя продукт до изменения его качественных характеристик. Считается, что срок хранения сухих теней выше, чем у жидких текстур, однако во многом он зависит от процесса эксплуатации.

## Виды теней для век
Сухие текстуры
- Пигменты — наиболее универсальный вид теней. Представляют собой порошок, который наносится на кожу. Для повышения стойкости пигментов используют специальную базу под тени, обеспечивающую прилипание частиц к коже. Пигмент — это чистое красящее вещество, которое применяют не только на глазах, часто смешивая с другими продуктами для изменения текстуры.
- Запечённые — рассыпчатые компоненты для теней, смешанные с водой, после этого запечённые в специальной печи при температуре не менее 60 градусов. Обладают мягкой и тонкой текстурой и ярким перламутровым блеском, удобные в использовании. Полученные таким образом тени легко наносятся, не рассыпаются и долгое время удерживаются на веках, дают светящийся эффект. Наносятся пальцем, кистью, аппликатором и т. д. Наносить можно в сухом виде или влажной кистью.
- Прессованные сухие тени — тени на сухой порошкообразной основе, плотно утрамбованные в металлическую основу. Это наиболее популярные виды теней. Состав аналогичен составу пудры: тальк, гидроксид хрома, окись цинка, двуокись титана, стеараты цинка и магния, каолин, окрашивающие и перламутровые пигменты и т. д.

Сухие текстуры более безопасны с точки зрения гигиены использования. Для обеззараживания поверхности сухих теней визажисты используют специальные гигиенические спреи или распыляют на них спирт. Для поддержания чистоты продукта следует избегать попадания в него грязи, пыли и любых жидкостей.
Жидкие и гелевые текстуры
- Тени для век в виде карандашей (eyelid stick; pencil eye-shadow; eye-shadow pencil; eye-shadow stick) относятся к крем- или гелевым текстурам. Выпускаются в виде традиционного карандаша либо карандаша в пластиковом корпусе, иногда в виде механического канандаша выдвижным грифелем. Толщина таких карандашей колеблется от 8 до 15 мм. В состав карандашей входят безводные смеси жировых веществ и восков: пчелиный воск, воск восконосной пальмы и свечного дерева, смесь парафина и церезина, стеариновая кислота, жироподобные вещества, благодаря которым достигается соответствующая консистенция и уменьшается твёрдость карандаша. Стойкость таких теней сильно варьируется, нередко для их закрепления используется сухая текстура (пигменты, прессованные сухие тени, бесцветная пудра).
- Крем (жидкие, кремообразные тени) — тени на жировой основе. Наносятся пальцем, пенопластовым аппликатором или кистью, предпочтительнее синтетической, так как синтетический материал впитывает продукт меньше, чем натуральный. Как правило, водостойкие. Крем-тени застывают через некоторое время после нанесения, поэтому для создания растушевки нужен опыт.
- Жидкие тени — относительно новый вид теней. Упаковка напоминает упаковку блеска для губ, используется аналогичный аппликатор. Такие тени застывают при нанесении, что обеспечивает им стойкость.

Гигиена использования жидких текстур состоит в том, чтобы не наносить их непосредственно на кожу. Визажисты используют специальные металлические или пластиковые палитры и лопатки, или чистой лопаткой переносят небольшое количество продукта на предварительно вымытую руку.
Характеристика теней по наличию блеска
- Матовые тени — самый популярный вид среди профессиональных визажистов. Используются для натурального (естественного) макияжа. Матовые тени нередко используются как базовые, комбинируются с другими видами.
- Тени с атласным сиянием — также их называют «сатиновыми». Такие тени выглядят более естественно, они подражают эффекту увлажнённой человеческой кожи. Они наиболее популярны среди начинающих, так как с ними просто работать. Сатиновый блеск предполагает выраженный блик, но отдельные блёстки не видны.
- Тени с шиммером (с блёстками) — в зависимости от размера и количества блёсток, тени с шиммером могут выглядеть и как глянцевая поверхность, но с более выраженным сиянием, чем сатиновые, и как россыпь отдельных блёсток. Тени с шиммером могут быть на цветной базе, то есть блёстки добавляются к матовым теням. Шиммер на прозрачной базе может ложиться на кожу менее плотным слоем, и его оттенки могут меняться в зависимости от цвета теней, который нанесли под низ.
- Дуохромы — подвид теней с шиммером или атласным сиянием, характеризуется изменением оттенка в зависимости от угла падения света. Для такого эффекта используется измельченная слюда.

Ещё одной важной характеристикой теней является пигментированность. В частности, тени для домашнего применения делают полупрозрачными, чтобы уменьшить количество ошибок и избавить от необходимости растушевки. Профессиональные тени более плотные, укрывистые, что позволяет с первого слоя создать яркий макияж.